# Svanfríður
A Svanfríður egy izlandi együttes, mely 1972. február 19-én alakult Reykjavíkban és 1973. július 13-án oszlott fel.

## Tagok
- Birgir Hrafnsson (gitár, háttérvokál),
- Gunnar Hermannsson (basszus, háttérvokál),
- Sigurður Karlsson (dob, ütős hangszerek),
- Pétur Wigelund Kristjánsson (vokál, moog),
- Björgvin Gíslason (gitár, 1973)

## Lemezeik

### Nagylemez
- What's Hidden There? (1972)

### Kislemez
- Jibbý jei / Kalli kvennagull (1973)